# Explosão de caminhão-tanque no Quênia em 2009

A explosão do caminhão-tanque levou à morte de 113 pessoas em Molo, Quênia (destacado em vermelho)

Uma explosão de um caminhão-tanque no Quênia ocorreu após o derramamento da carga de combustível do caminhão em Molo, Quênia, em 31 de janeiro de 2009, e resultou na morte de pelo menos 113, deixando mais de 200 pessoas, muitas em estado crítico. O incidente ocorreu quando uma multidão tentava coletar o combustível que derramava de um caminhão-tanque. Equipes de resgate sugeriram que a causa da explosão foi eletricidade estática, o descarte indevido de um cigarro, ou um atentado cometido como vingança do isolamento policial em torno do caminhão. A polícia descreveu o incidente como o pior desastre no Quênia nos últimos tempos, que ocorre num país abatido pela falta frequente de combustível frequentes, e poucos dias depois de um incêndio que matou 25 pessoas num supermercado supermercados. Em junho de 2009, outro acidente semelhante ocorreu, quando um incêndio num outro caminhão-tanque matou pelo menos quatro e deixou cerca de 50 pessoas feridas em na aldeia de Kapokyek, perto de Kericho. As vítimas estavam recolhendo o combustível do caminhão, que tinha tombado fora da estrada.

## Gerenciamento do desastre
A explosão foi o segundo desastre no Quênia naquela semana, após a morte de pelo menos 25 pessoas em um supermercado de Nairóbi, quando o segundo andar do supermercado pegou fogo. A mídia queniana críticou o governo pelas normas de segurança ineficazes e pela preparação inadequada de mitigação de desastres. Na sequência deste incêndio, o Daily Nation informou que três milhões de habitantes de Nairóbi foram servidos apenas por um terminal de controle de incêndios situado perto de uma região de tráfego intenso, numa área comercial.